# 渋谷美希
渋谷 美希（しぶや みき、1992年9月8日 - ）は、日本のAV女優。バンビプロモーション所属。

## 略歴・人物
AV女優の中でも屈指の潮吹きマゾ女として定評がある。
量、勢い、音全てが凄まじく、潮吹きというよりもお漏らしという表現が正しい。
挿入して1〜2ピストンで節操なく失禁してしまう作品も多数存在する。
時間停止物、ノーリアクション物、女性優位物、童貞リード物、誘惑物といったジャンルでも設定や役柄を無視し我慢できず情けない困り顔で小便を垂れ流す。

## 出演作品

### アダルトDVD
2014年
- 新人 渋谷美希 〜現役柔道整復師、国家資格所有者がAVデビュー!疲れきった男の身体を癒す為に業界へ舞い降りる!!〜（5月16日、マキシング）
- 本物の柔整師が施す魅惑のマッサージ（6月16日、マキシング）
- 酷烈顔射（7月16日、マキシング）
- 猛虐青姦レイプ（8月16日、マキシング）
- 渋谷美希がご奉仕しちゃう超最新やみつきエステ（9月10日、プレステージ）
- 姉の夫に犯された妹… まさか僕の婚約者が義兄に寝取られるなんて（9月25日、ヒビノ）
- 新・絶対的美少女、お貸しします。 ACT.28（10月1日、プレステージ）
- 天然成分由来 渋谷美希汁120％ 渋谷美希の体液（11月1日、プレステージ）
- プレステージ専属女優 in おもてなしツーリスト!!（12月2日、プレステージ）
- 隣の綺麗なお姉さん（12月11日、プレステージ）

2015年
- 人生初・トランス状態 激イキ絶頂セックス（1月10日、プレステージ）
- 患者に恋した美人看護師が退院前夜二人っきりの病室で突然の告白! 入院中のオナ禁チ●ポにまたがり、大量精液を搾り取る 卑猥な騎乗位で初性交（2月5日、SODクリエイト）
- 制服女子校生と中出し乱交 〜卒業〜（3月1日、ZUKKON/BAKKON）
- 「エッチなら私のほうが上!」 姉に劣等感を抱く妹が姉の彼氏を思い切って誘惑すると彼氏がその気に! ムキになった姉と絶対に負けたくない妹の戦いが始まる!!（3月3日、DOC）
- キャバクラのスカウトだと誘い美人妻を事務所へ! 「もっと稼げるから」と断れない奥さんを無理やりピンサロ講習（3月3日、DOC）
- 寝取らせ願望のある旦那に頼まれて男を誘惑させられ ギンギンに勃った他人棒で何度も突かれイかされまくった貞淑妻（3月3日、DOC）
- 淫語女子アナ 6 下半身丸出し淫語STATION（3月5日、ROCKET）
- “やる気無し女子大生デリヘル姫”を事務所に呼び出して、カスタマーサービスの大切さを徹底的に心と体に教え込む! お客様からのクレームが一定数を超えた嬢に講習という名の教育“鉄ペニス制裁”（3月5日、サディスティックヴィレッジ）
- 男女が媚薬を飲んで大乱交SEXを楽しむ最近話題の温泉混浴サークルに行ってきました! 10名全員セックス!!（3月5日、サディスティックヴィレッジ）
- ベロチューセックス（3月7日、プレミアム）
- 個人動画生ハメ集（3月13日、S級素人）
- 最強素人軟派 in 常磐線沿線（3月13日、ナンパHEAVEN）
- 深夜の飲み会帰り酔っぱらい女子をナンパ! 2次会は僕らと盛り上がりませんか!? 3（3月20日、DOC）
- バイト先の若奥さん達のミニスカからはみ出したTバック尻が僕を誘ってる。 店内でヤッちゃうスリルに性欲はおさまりつきまっしぇん!（4月9日、SWITCH）
- いつでもどこでも生ハメ中出し 夢のような子作り新婚生活 4時間（4月10日、BAZOOKA）
- Buttobii M女の媚薬痙攣 エビ反りスパイラル 4時間（4月10日、BAZOOKA）
- 過激すぎるド素人娘 4時間スペシャル 23（4月10日、4月10日、S級素人）
- ご奉仕 天然美乳女優 24本番5時間（4月16日、マキシング）※総集編
- アスリート人妻が集うロードバイク部 合宿盗撮（5月1日、変態紳士倶楽部）
- 「中に出して…夫と子供には内緒」 自宅で愚痴聞き屋に中出しセックスをせがむ美人人妻たち 5（5月8日、S級素人）
- 隣のベッドにお見舞いに来た女は彼氏とできず欲求不満!無防備なパンチラに勃起している僕のチ○ポを見てハァハァ状態。カーテン越しに痴漢してやると、その気になって彼氏の寝ている横で僕のチ○ポに乗ってきた（5月9日、SWITCH）
- 生姦中出し裏バイト 12（5月13日、KIプランニング）※「多喜田ちな」名義
- 禁断スカウト軟派in大宮 業界ご法度デビュー前のシロウト娘をイカせまくり生中出ししたお蔵入り素材流出！！※「まい」名義（6月10日、ブリット）
- 「あなたよりオッパイの大きなお友達紹介してくれませんか!?」 可愛い素人さん限定!! ザ・わらしべ巨乳ナンパ!!（6月12日、S級素人）
- 人妻イカせまくり中出しナンパ焦らしと寸止めで連続昇天!（6月15日、LOTUS）
- パイパン 美尻 ギャル中出しバイト あかり22歳 イベントコンパニオン（6月25日、豊彦企画）※「あかり」名義
- 満員電車でハメたがる発情痴女（6月26日、TMA）
- いつでもどこでもハメながら生きるSEX依存症の女たち（6月26日、UMANAMI）
- サラリーマンに人気の秘湯温泉宿で働くピンクコンパニオンはワケアリなのか!!生本番が出来るというウワサは本当なのか!?検証してみた!! 3（6月26日、SCOOP）
- バレないように店内でバイト娘とやっちゃった俺（7月9日、AKNR）
- 姉貴の友達が我が家にやって来てお泊り会ですってぇ〜?! 経験ゼロの弟の僕にわざと見えるパンチラ誘惑で辛抱たまらん。 「みんなが寝静まったらハメさせてあげるヨ♥」（7月9日、SWITCH）
- ベスポジでカメラにヌキサシ見せ過ぎるズリネタ素材集（7月10日、REAL）
- クラスで一番モテる女子が僕の家にまさかのお泊り!?部屋に入ってから警戒心がないのか、パンツ丸出しでスキを見せまくる彼女に勃起確定!!（7月10日、SCOOP）
- kira★kira STREET GAL&おやじっち 中年オヤジ教師の俺が「ガン黒上等!校則ガン無視!」 やりたい放題の小生意気JK&謎のボディコン痴女先生が支配する学校に赴任!加齢臭の匂う生チ○ポを咥えて離さず!普段相手にされないギャル達と何度も生ハメ中出し!「やっぱり教師はやめられない!」（7月19日、kira☆kira）
- ランチタイムに高額バイト 忙しくてSEXご無沙汰!! 欲求不満の美人OL 「電マで絶頂アクメ体験してみませんか?」（7月24日、S級素人）
- 久しぶりの帰郷で昔、ボクをイジメていた姉妹の妹に偶然あってしまう… カワイイギャルに変貌した姉妹に誘われ飲むことに… ほろ酔いではだけた浴衣からチラチラ見える汗ばんだカラダでボクのチ○ポを誘惑するギャル姉妹!!（8月6日、GARCON）
- ビアンカップルの日常 初めてのお泊まり。 24時間で40回絶頂する濃密レズセックス（8月6日、ビビアン）
- 自慢のカラダで男を虜にする淫乱若妻（8月14日、S級素人）
- 素人ナンパ!! とりあえず素股までが間違えてチ●ポがズボリッ!! Part.5（8月14日、S級素人）
- 即効媚薬をキメて引き出される美人若妻たちのホントの性欲 2（8月14日、BAZOOKA）
- kira★kira BLACK GAL 言えば中出しさせてくれるうちのクラスの小麦肌娘（8月19日、kira☆kira）
- kira★kira SPECIAL 褐色日焼けぶっトび娘 vs 変態淫語お姉さん 性交依存症大乱交祭り（9月1日、kira☆kira）※AV OPEN 2015 エントリー作品
- 姪っ子がエロすぎて…（9月19日、ドグマ）
- 夢の近親相姦! 成長盛りの娘達の無邪気なパンチラで性欲を忘れていたパパのチ●ポが元気になっちゃった!性欲持て余しヤル気満々の娘達は我慢できず、ママにばれないようにパパのチ●ポに乗っかってこっそりハメちゃった!（9月24日、SWITCH）
- 媚薬オイルが効きすぎて1度のセックスでは物足りず、連続2回&中出しさせる発情ギャル 2（10月1日、DOC）
- 出張先で酔った女先輩がエロすぎて… お願いSEXしたらモノ凄い腰振りで絶叫イキ狂い!（10月15日、ピーターズ）
- 仲良し女子校生集団のセックス研究会（11月19日、kira☆kira）
- 泥酔肉食ギャル3P!?　元カノにバレず友ギャルと宅酔いSEX（12月25日、BECKAKU）

2016年
- リアル妄想シリーズ 私は女子校の担任教師 授業中、昼休み中、掃除中に…いつでもどこでも 思春期で性に興味がある教え子にチ○ポを求められる精子からっぽ モテハメ女子校教師生活（1月8日、SODクリエイト）※「渋谷みき」名義

### イメージDVD
- Miki 癒やしの森の美女（2014年7月3日、REbecca）